# سلطان الكواري
سلطان بخيت الكواري (مواليد 3 أغسطس 1995) هو لاعب كرة قدم قطري واحترف في نادي فياريال الاسباني يجيد اللعب كمهاجم.

## مسيرة اللاعب
بدأ مع نادي الريان و أعير في السابق لنادي فياريال الإسباني الرديف و نادي السيلية ونادي الشحانية و لعب بعدها مع نادي المرخية ونادي الخريطيات.

## روابط خارجية
- سلطان الكواري على موقع Soccerway.com (الإنجليزية)